# Port de Barcelona
El port de Barcelona és un port marítim, industrial, comercial i pesquer situat al llarg de la Ciutat Vella i el peu de la muntanya de Montjuïc, en el tram de costa entre la Barceloneta i el Far del Llobregat. Si bé hi ha d'altres ports a la ciutat, el Port Olímpic i el Port Fòrum Barcelona, aquest és un dels de més envergadura no només de l'Estat espanyol sinó també del Mediterrani.
El port de Barcelona es divideix en cinc àrees: el port ciutadà (Port Vell), el port comercial (principalment, càrrega contenidoritzada), el port de creuers (turístic), el port energètic i el port logístic. Cadascuna d’aquestes activitats disposa d’un espai propi i segregat de la resta, amb instal·lacions i personal especialitzat.

## Orígens

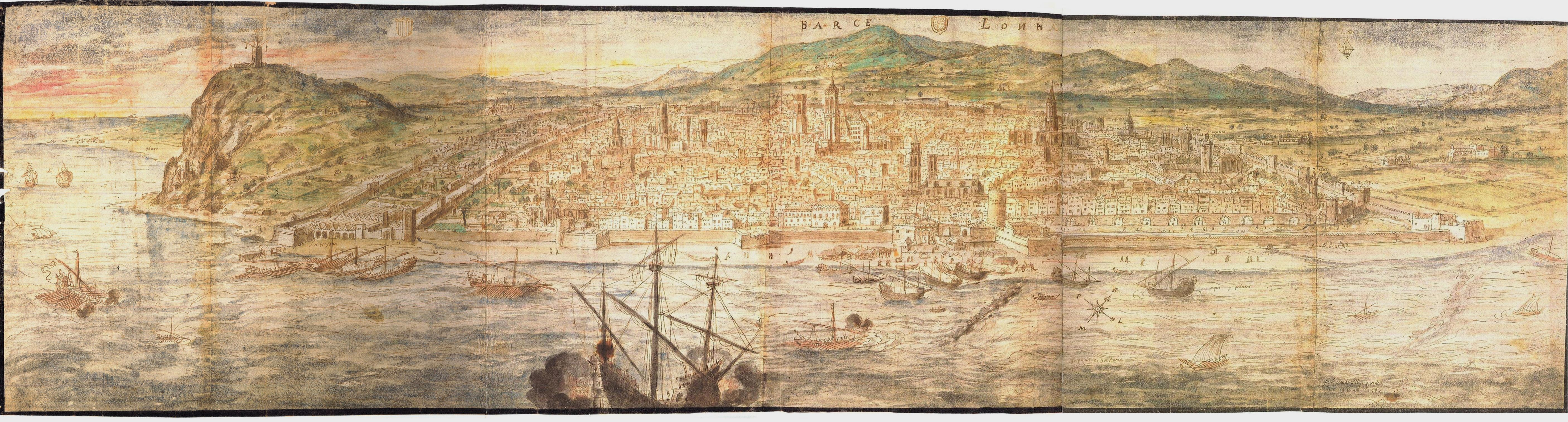
Dibuix d'Anthon van den Wyngaerde representant una Barcelona sense moll a mitjans del

La línia de la costa barcelonina ha evolucionat molt al llarg dels anys. La costa del Poble Sec, com a port natural, fou emprada com a port de la ciutat per ibers i romans, usat habitualment fins al segle x i esporàdicament fins al segle xiv que disposava d'una via d'accés a la ciutat. La mateixa ciutat disposava d'un port possiblement al petit estuari de la desembocadura del torrent del Merdançar o la Riera de Sant Joan, i els vaixells hivernaven a la platja oberta entre el Puig de les Falsies (a l'actual Pla de Palau) i el convent de Santa Clara (a l'actual Parc de la Ciutadella).
El 1466, per raó del bloqueig efectuat per la República de Gènova, l'historiador d'aquell país Antonio Gallo esmenta la configuració de la costa del port. Les muralles arribaven arran de mar. Hi havia una torre i una atalaia per a les comunicacions marítimes. Una barra de sorra, anomenada Tasca o les Tasques, protegia l'entrada al port amb diversos canals de fins a catorze peus de profunditat, coneguts només pels pràctics del port. Tanmateix a l'interior del port la profunditat podia assolir fins a quaranta peus en alguns llocs.

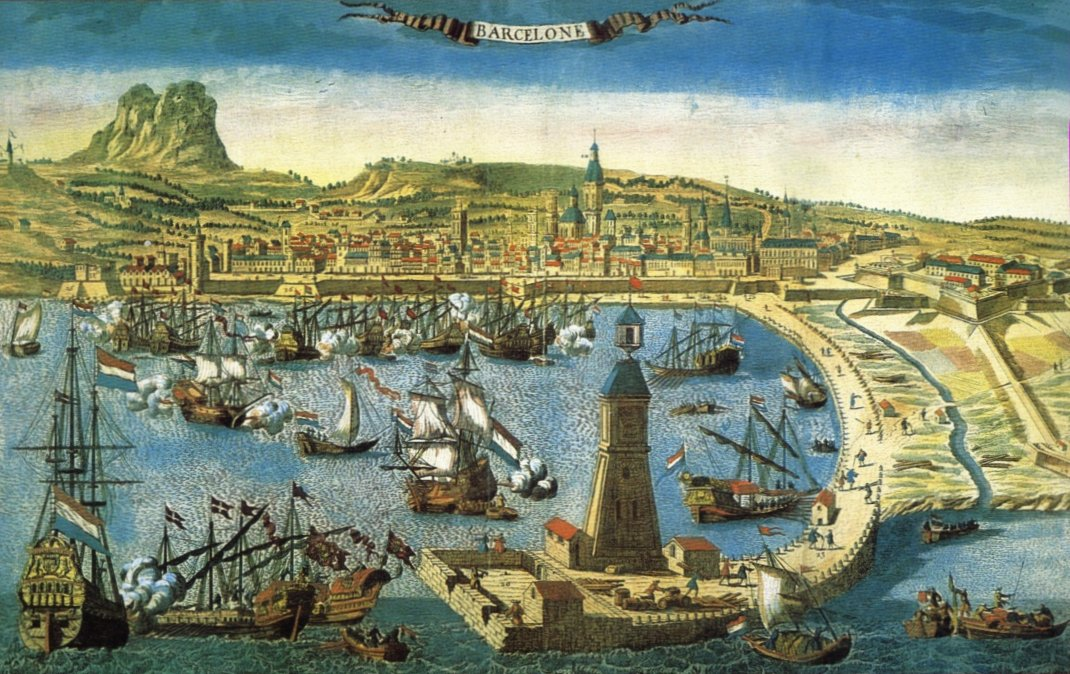
Dibuix del mostrant el port i moll de Barcelona noteu la presència de la Fortalesa de la Ciutadella a la dreta de la imatge.

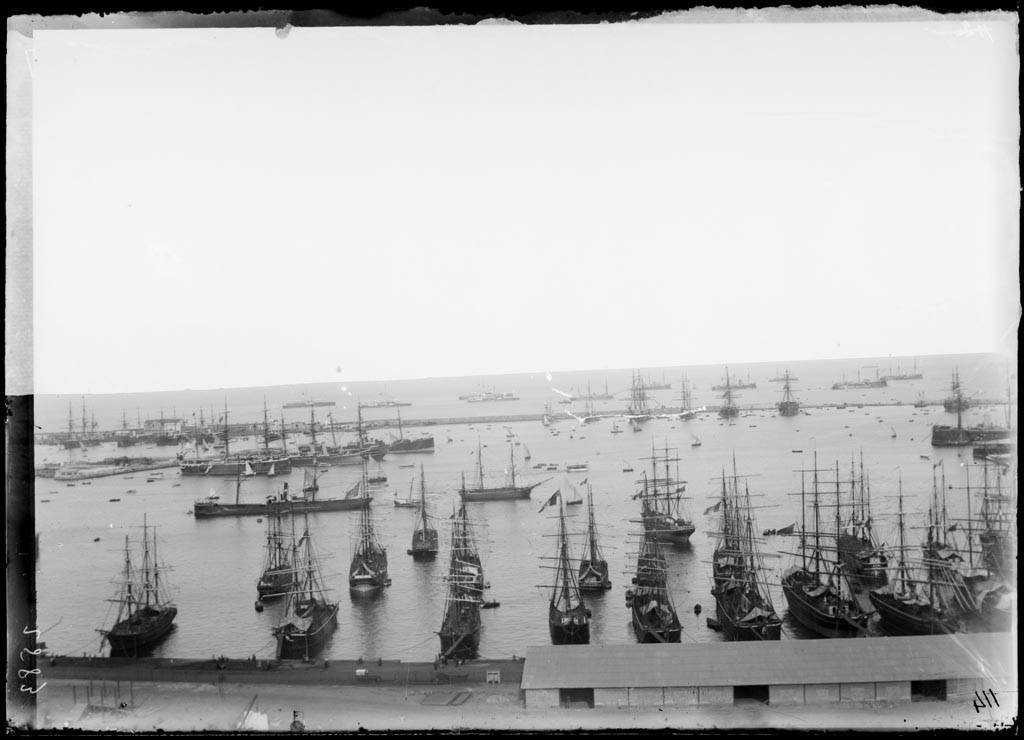
Imatge del port de Barcelona. Juli Vintró i Casallachs (Entre 1885 i 1911)

El 1438 el rei Alfons el Magnànim, a Nàpols, dona una llicència a petició de dos consellers de la ciutat per a la construcció del port i moll, amb facultat i privilegi per a imposar els drets d'ancoratge per als costos i conservació de l'obra que li semblés a qualsevol tipus de nau, fos nacional o estrangera. Aquell mateix any s'inicia la col·locació d'una estacada de localització poc precisa. La primera pedra es col·loca l'any següent: el 2 d'agost de 1439 com a "Lo Moll". Pocs anys més tard el 1474, per ordre i expenses de la ciutat de Barcelona, era l'11 de setembre, es va fer un solemne inici d'obres on es van fixar estaques davant de la Torre Nova on va fer la primera maçada el Conseller en Cap, seguit de la resta de consellers, i els cònsols de la Llotja, per tancar el mar amb un braç de terra. El 20 d'aquell més es col·loca la primera pedra del moll. L'obra es va beneir amb una missa oficiada pel bisbe de Girona, que hi eren presents el rei Joan, els consellers de la ciutat, els cònsols de la Llotja, molts cavallers i d'altra gent. Aquest moll rebé el nom de Moll de la Santa Creu. Tot i aquestes solemnitats documentades, sembla que el port no tenia un moll ben format, possiblement aquests primers intents van ser arrabassats per la mar durant una llevantada, per les referències que en fan els historiadors i viatgers de l'època sobre la mancança d'un port tancat a la ciutat. És el 1696, durant el regnat del rei Carles II quan es culmina una costosíssima obra que durant una quarantena d'anys havia costat més de tres-cents mil ducats.
Les excavacions dutes a terme entre 2006 i 2008 al sector de l'antiga estació de les rodalies van treure a la llum les restes de l'escullera de 1477-1487, anomenada Moll de la Santa Creu, com també les restes d'un vaixell medieval, anomenat Barceloneta I, les quals es conserven al Museu d'Història de Barcelona.

## Port industrial

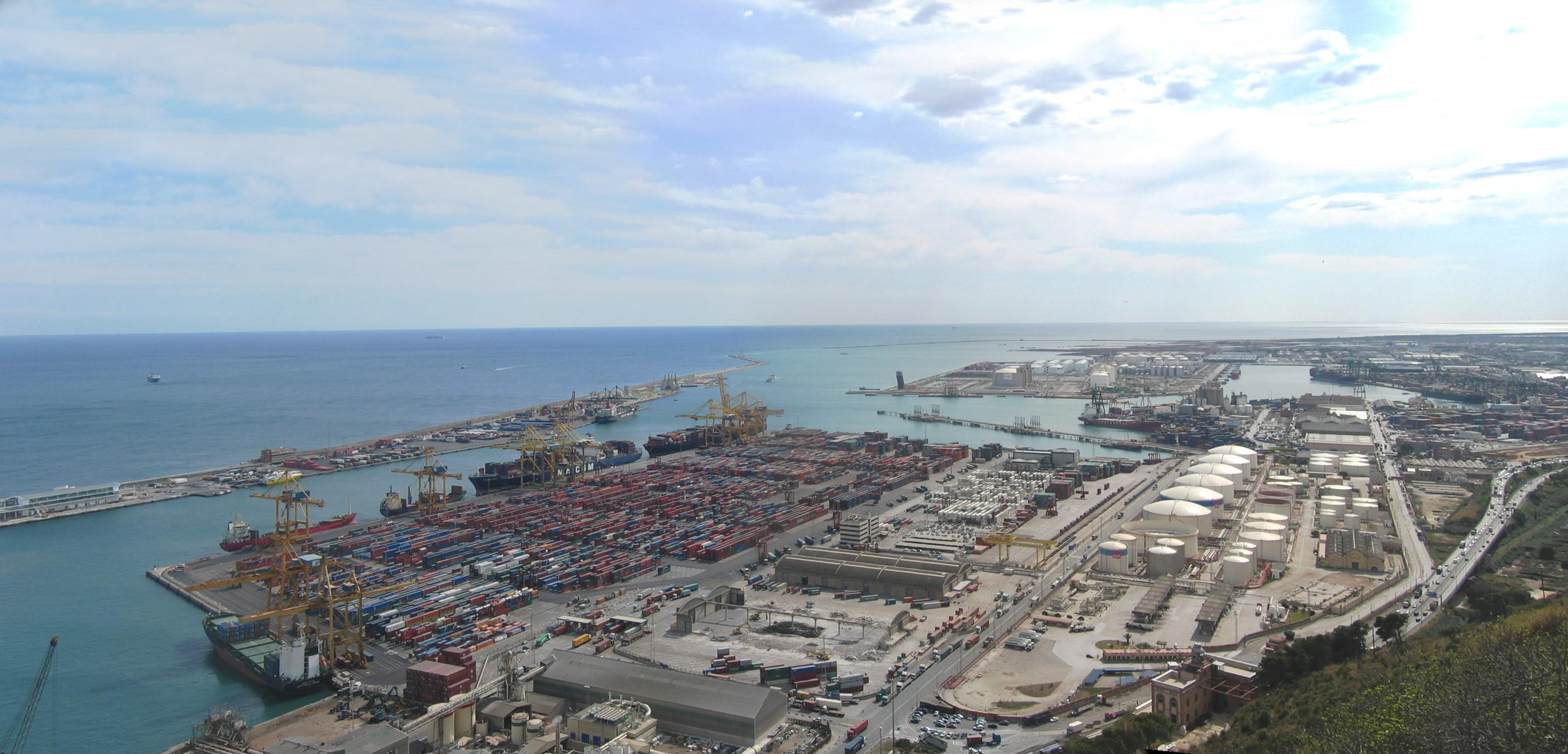
La terminal de contenidors i la boca del port vistos des de Montjuïc

### Dic Flotant i Deposant

Efecte de llum sobre el port de Barcelona. Gaietà Benavent, 1879. Biblioteca Museu Víctor Balaguer

El 1864 es va inaugurar un avarador construït per la Maquinista Terrestre i Marítima per encàrrec de la casa Martorell i Bofill. Tanmateix, aquesta instal·lació era insuficient, ja que no podia arrossegar els vaixells de gran tonatge. Per tal de pal·liar aquesta deficiència es van presentar diferents projectes a partir de 1873. Posteriorment, el 16 d'abril de 1894, la Junta del Port de Barcelona va obrir un concurs públic per l'adjudicació definitiva de les obres del Dic Flotant i Deposant. S'hi van presentar tres firmes industrials: Maquinista Terrestre i Marítima, Arsenal Civil de Barcelona i Material per a Ferrocarrils i Construccions. Dos mesos després, la Junta va emetre un informe favorable al projecte presentat per la societat Maquinista Terrestre i Marítima, que combinava el sistema de dics Clark i Standfield. Es tractava (grosso modo) d'un artefacte naval que permetia la reparació de les embarcacions a partir de la inundació de tancs.
Per tant, el Dic Flotant i Deposant va ser construït per la Maquinista Terrestre i Marítima entre els anys 1895 i 1898. El 1991, l'empresa “Unión Naval de Levante – Talleres Nuevo Vulcano”, aleshores propietària del dic citat, va desmantellar-lo i substituir-lo per un altre de tipus “u”. El Dic Flotant i Deposant va capitalitzar un valor patrimonial força considerable. Efectivament, va tenir un paper protagonista en la consolidació del port de Barcelona com a port industrial, tant pel seu caràcter d'instal·lació auxiliar com per la seva directa participació en la construcció d'aquest al llarg de les primeres dècades del segle passat.

### Primera Guerra Mundial
Amb l'esclat de la Primera Guerra Mundial, es va crear la comissió municipal pro Zones Franques per tal que el Port de Barcelona fos una zona de comerç neutral tant pels Aliats com per les Potències Centrals.

### Creuers i indústria
És un dels principals ports industrials i el port més gran de creuers del Mediterrani i en escala mundial és el quart port de creuers per darrere dels ports del Carib. La superfície terrestre del port és de 828,9 ha, i disposa de 20 km de molls. El 2008 tenia una capacitat de 2,6 milions de TEU-contenidors, quan tota l'obra d'eixample va ser acabat la capacitat pujarà a 10 milions. La connexió del port a la xarxa ferroviària d'ample europeu permet trajectes directes cap a França i el nord d'Europa sense pèrdua de temps a canviar d'ample a Port Bou. El 2012 el port tractava 76% de les exportacions catalanes i 22% de les exportacions espanyoles i 7% del valor afegit brut català.
En l'àmbit del Short Sea Shipping (SSS), el transport marítim a distàncies curtes, el servei regular entre Barcelona i Civitavecchia ha esdevingut una autopista del mar de referència. Des del 2004 el tràfic de mercaderies i de passatgers ha registrat un creixement constant. El 2012, Port de Barcelona permet desviar cada any més de 112.000 camions de les carreteres al mode marítim. Una segona autopista va crear-se entre Barcelona i Gènova. El 2013 van afegir-se tres línies de transport de mercaderies amb Liorna i Savoia i una línia mixta amb Porto Torres a Sardenya.
Amb un acord amb l'ajuntament l'any 2018, el Port va plantejar allunyar de la ciutat les terminals de passatgers que eren al World Trade Center a tot tardar el 2026, i desplaçar al Moll Adossat, situat a l'illa de Nova Maians, el total de terminals de creuers que seran set anomenades amb la lletra A fins a la G. A 2024, la terminal F de MSC estava previst que entrés en funcionament a finals d'any, mentre que la G, més gran, es trobava en procés de licitació.

### Principals magnituds
Les unitats de mesura són: les tones (t) quan es tracta la mercaderia; els TEU (Twenty Equivalent Unit o contenidor de 20 peus) en el cas dels contenidors; UTI quan es tracta de TMCD -tot aquell medi d'unitització, autopropulsat o no, que es emprat, directament o indirecta, com a medi de transport terrestre (ex. remolcs, plataformes, camions, furgons frigorífics...)- i no es consideren inclosos els contenidors; i unitats quan es refereix a passatgers, escales (vaixells) i automòbils.

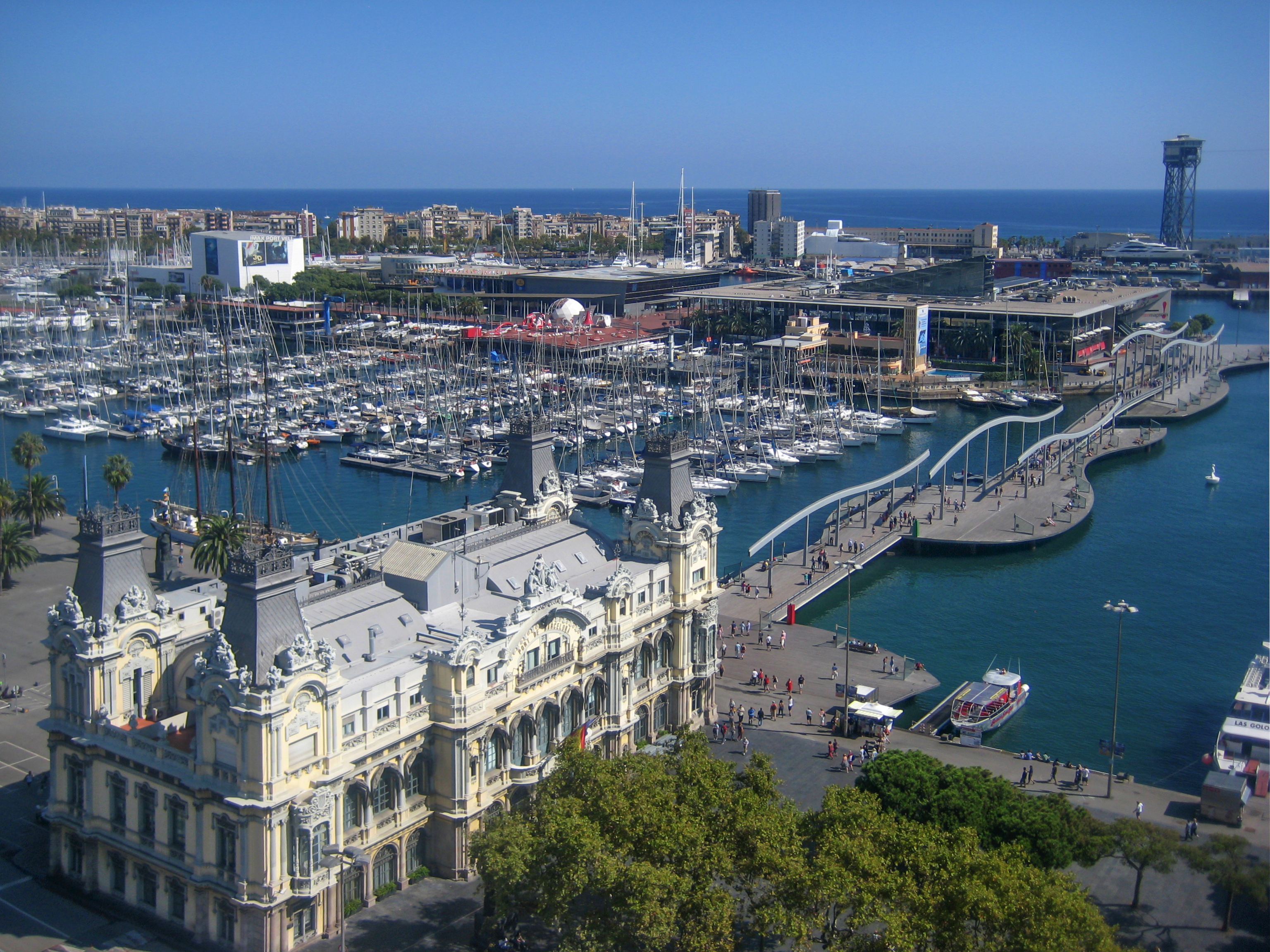
Edifici de Portal de la Pau, la seu història del Port de Barcelona, i el moll d'Espanya.

| TOTALS DEL TRÀFIC | 2016       | 2017       | 2018       | 2019       | 2020       | 2021       | 2022       | 2023       |
| ----------------- | ---------- | ---------- | ---------- | ---------- | ---------- | ---------- | ---------- | ---------- |
| Tones             | 47.578.707 | 60.070.134 | 66.003.759 | 65.846.328 | 58.492.611 | 64.999.046 | 69.145.480 | 62.461.149 |
| Avituallament     | 1.136.726  | 1.293.845  | 1.856.811  | 1.738.601  | 1.024.041  | 1.435.122  | 1.854.585  | 1.563.241  |
| Pesca             | 3.314      | 2.961      | 3.172      | 3.575      | 2.187      | 2.168      | 3.201      | 1.544      |
| TRÀFIC TOTAL      | 48.718.747 | 61.366.941 | 67.863.742 | 67.588.505 | 59.518.840 | 66.436.346 | 71.003.267 | 64.025.934 |
| TEU               | 2.243.584  | 2.968.757  | 3.433.088  | 3.323.739  | 2.958.040  | 3.531.324  | 3.525.043  | 3.280.035  |
| Passatgers        | 3.957.729  | 4.136.999  | 4.494.196  | 4.628.622  | 857.966    | 1.498.817  | 3.930.572  | 5.304.144  |
| Automòbils        | 917.202    | 837.273    | 810.172    | 777.690    | 480.337    | 499.011    | 591.158    | 790.319    |
| Vaixells          | 8.728      | 8.976      | 9.038      | 8.901      | 6.724      | 7.520      | 8.713      | 8.766      |
| UTI               | 371.905    | 394.917    | 408.633    | 410.546    | 347.081    | 396.730    | 419.191    | 413.890    |

## Port esportiu
El Reial Club Nàutic de Barcelona i el Reial Club Marítim de Barcelona es troben al Port Vell, a una zona d'interès turístic del Port de Barcelona.